# West Wendover
West Wendover è una città degli Stati Uniti, situata nella contea di Elko nello stato del Nevada. Nel censimento del 2000 la popolazione era di 4.721 abitanti. Appartiene all'area micropolitana di Elko. West Wendover si trova al confine orientale del Nevada e confina con la città dello Utah di Wendover.

## Storia
A causa della stretta vicinanza storica ed economica con Wendover (Utah), come anche dello Utah centrale, il Dipartimento dei Trasporti degli Stati Uniti nell'ottobre del 1999 ha spostato West Wendover nel fuso orario UTC-7 (Mountain Time Zone), mentre il resto del Nevada osserva l'UTC-8.
In passato sono stati bocciati anche alcuni progetti di annessioni di West Wendover direttamente allo stato dello Utah.

## Geografia fisica
Secondo i rilevamenti dell'United States Census Bureau, la località di Wells si estende su una superficie di 19,4 km², tutti occupati da terre.

## Popolazione
Secondo il censimento del 2000, a West Wendover vivevano 4.721 persone, ed erano presenti 1.046 gruppi familiari. La densità di popolazione era di 243 ab./km². Nel territorio comunale si trovavano 1.626 unità edificate. Per quanto riguarda la composizione etnica degli abitanti, il 70,96% era bianco, lo 0,68% era afroamericano, il 2,27% era nativo, lo 0,59% era asiatico e lo 0,04% proveniva dall'Oceano Pacifico. Il 22,75% della popolazione apparteneva ad altre etnie e il 2,71% a più di una. La popolazione di ogni etnia ispanica corrispondeva al 56,85% degli abitanti.
Per quanto riguarda la suddivisione della popolazione in fasce d'età, il 39,0% era al di sotto dei 18, il 12,6% fra i 18 e i 24, il 30,3% fra i 25 e i 44, il 16,1% fra i 45 e i 64, mentre infine il 2,1% era al di sopra dei 65 anni di età. L'età media della popolazione era di 24 anni. Per ogni 100 donne residenti vivevano 109,9 maschi.